# محمد یعقوب علی
محمد یعقوب علی (انگلیسی: Muhammad Yaqub Ali؛ مارس ۱۹۱۲ – ۵ اوت ۱۹۹۴) قاضی اهل پاکستان بود. وی از سال ۱۹۷۵ تا ۱۹۷۷ قاضی ارشد پاکستان بوده‌است.